# Ewa Strömberg
Ewa Strömberg (Suècia, 13 de gener de 1940 - 24 de gener de 2013) va ser una actriu sueca que va fer carrera al seu país i a Alemanya. Es va donar a conèixer en 1971 amb la pel·lícula Vampyros Lesbos de Jess Franco.

## Biografia
Ewa Strömberg va començar a fer cinema a Suècia, i va aparèixer en alguns papers secundaris entre 1959 i 1967. Posteriorment va fer carrera essencial a Alemanya. Participà sovint amb cinema d'explotació en la que apareixien heroïnes sexys. Va participar en tres pel·lícules de terror signades per Alfred Vohrer (College Girl Murders en 1967, The Zombie Walk en 1968 i The Man with the Glass Eye en 1969) així com en comèdies eròtiques actuals (Erotik auf der Schulbank en 1968, Virgin Wives i Wedding Night Report en 1972). ·  Va aparèixer a les portades de diverses revistes arreu d'Europa.
Va treballar sota la direcció de veterans del cinema alemany com Wolfgang Staudte (Heimlichkeiten, 1968) o Robert Siodmak. El seu paper de Rauthgundis al díptic Pour la conquête de Rome (1968) li permeté de treballar al costat d'Orson Welles, de Sylva Koscina o de la seva compatriota Harriet Andersson. També va fer algunes aparicions a la pantalla petita, però no va poder sobreviure de manera duradora al cinema de gènere.
La seva col·laboració amb Jess Franco li va permetre d'accedir al rang de vedette de sèrie B. El cineasta espanyol la va fer servir cinc vegades, compartint el protagonisme de Vampyros Lesbos (1971) amb Soledad Miranda.

## Filmografia

### Cinema
- 1959: Ryttare i blått, d'Arne Mattsson
- 1959: Raggare! d'Olle Hellbom
- 1963: Il Diavolo de Gian Luigi Polidoro
- 1965: Ett sommaräventyr de Håkan Ersgård
- 1966: Brille und Bombe - Bei uns liegen Sie richtig!, de Franz-Otto Krüger
- 1967: Mördaren - en helt vanlig person, d'Arne Mattsson
- 1967: Der Mönch mit der Peitsche, d'Alfred Vohrer
- 1968: Im Banne des Unheimlichen d'Alfred Vohrer
- 1968: Erotik auf der Schulbank, sketch Fantasie d'Eckhart Schmidt
- 1968: Heimlichkeiten, de Wolfgang Staudte
- 1968: Kampf um Rom I de Robert Siodmak
- 1969: Kampf um Rom II - Der Verrat de Robert Siodmak
- 1969: Der Mann mit dem Glasauge d'Alfred Vohrer
- 1969: Die Hochzeitsreise de Ralf Gregan
- 1971: Vampyros Lesbos, de Jess Franco
- 1971: Sie tötete in Ekstase de Jesús Franco
- 1971: Der Teufel kam aus Akasava de Jess Franco: Ingrid Thorrsen
- 1971: X312 - Flug zur Hölle
- 1972: Dr. M schlägt zu de Jess Franco
- 1972: Zum zweiten Frühstück: Heiße Liebe de Hubert Frank
- 1972: Hochzeitsnacht-Report de Hubert Frank

### Televisió
- 1964: Meine Nichte Susanne, telefilm de Thomas Engel
- 1965: En historia till fredag, mini-sèrie d'Åke Falck
- 1966: Wie lernt man Mädchen kennen...?, telefilm de Rainer Bertram:
- 1971: Dänemark: Die alte Liebe, episodi de la sèrie Familie Werner auf Reisen
- 1974: Der 7. Kanal, episodi de la sèrie Hamburg Transit